# Marie Monnier
Marie Monnier, née à Paris le 7 février 1894 et morte à Montlognon le 30 avril 1976, est une brodeuse et illustratrice française connue pour ses compositions oniriques, aux couleurs chatoyantes, en broderie.  

## Biographie
Marie Monnier est née le 7 février 1894 à Paris de Clovis Monnier, un postier originaire du Jura, et Philiberte Sollier, originaire de Savoie. Avec sa sœur aînée, Adrienne, elles ont bénéficié d'une éducation libre et stimulante. Adrienne Monnier (1892-1955), libraire-éditrice et femme de lettres, était la propriétaire d'une célèbre librairie parisienne, La Maison des Amis des livres.
Marie Monnier épouse l'illustrateur Paul-Émile Bécat (1885-1960). Elle est amie de Paul Valéry. Celui-ci lui consacre une critique en 1924 dans ses Pièces sur l'art à l'occasion d'une exposition à la galerie Druet à Paris : « Mais considérez ces panneaux merveilleusement colorés. Leur éclat les apparente aux plus merveilleuses productions de la vie, aux élytres, aux plumes d’oiseau, aux coquillages, aux pétales. Nulle peinture ne peut atteindre à ces forces ni à ces délicatesses que les brins de soie savamment associés font paraître. ». Ce texte figure dans le catalogue de l'exposition. Les illustrations pour L'Abeille et Palme de Valéry, Les Chercheuses de poux d'Arthur Rimbaud, et Féerie de Léon-Paul Fargue ont été présentées à cette exposition.
Marie Monnier est la maîtresse de Léon-Paul Fargue, dont elle illustra une œuvre, Les Ludions.
Elle réalise également une grande broderie inspirée de Finnegans Wake de James Joyce. 
Ses œuvres étaient souvent inspirées de poèmes (Rimbaud pour Le Bateau ivre ; Valéry pour La Dormeuse). Elle expose parfois ses broderies à La Maison des Amis des Livres, la librairie parisienne de sa sœur Adrienne Monnier. 
La technique de Marie Monnier relève de la peinture à l'aiguille. Elle travaille à partir de dessins esquissés, développant au fur et à mesure des points de broderie classique qu'elle utilise. C'est le choix des points et leur orientation qui anime la surface et capte la lumière. Elle crée des œuvres complexes, très oniriques, aux couleurs chatoyantes.
Elle cesse de broder après 1940 et perd la vue à la fin de sa vie[source insuffisante]. Elle est inhumée avec sa sœur Adrienne Monnier à Montlognon (Oise).

## Expositions
1924 : Broderies de Marie Monnier, Galerie E. Druet, Paris, 5-30 mai 1924.
1927 : Exposition Marie Monnier : travaux de 1923-1927, broderies, aquarelles, gravures. La Maison des Amis des Livres, Paris, 16 mai au 15 juin 1927.
1993 : Marie Monnier ou Le fil à broder nos rêves : Donation de M. Maurice Saillet, Beauvais, Musée départemental de l'Oise, 21 octobre 1992 - 17 janvier 1993,.
2009 : La Nébuleuse symboliste, Beauvais, Musée départemental de l'Oise.

## Œuvres dans les collections publiques
- Beauvais, musée départemental de l'Oise : fonds de treize de ses œuvres[12], dont Le Bateau ivre, 1923-1924. Donation Maurice Saillet, héritier de Marie Monnier.
- Paris, bibliothèque littéraire Jacques Doucet, fonds Paul-Valéry : La Dormeuse, broderie de soie, 34 × 35 cm encadrée[13].